# Bank drzew

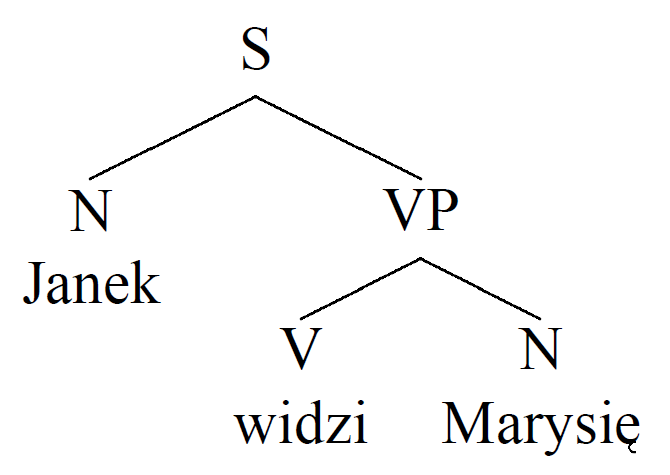
Struktura drzewiasta dla zdania Janek widzi Marysię
S – Sentence (zdanie)
N – Noun (rzeczownik)
VP – Verb Phrase (fraza czasownikowa)
V – Verb (czasownik)
N – Noun (rzeczownik)

Bank drzew – korpus, w którym każde zdanie zostało sparsowane. Struktura zdania jest zazwyczaj reprezentowana w postaci drzewa – stąd też pochodzi nazwa. Zdania w banku powinny być autentyczne, nie zaś spreparowane sztucznie.
Banki drzew mogą być tworzone ręcznie, gdzie lingwiści oznaczają każde zdanie strukturą syntaktyczną, lub półautomatycznie, gdzie analizator składniowy oznacza każde zdanie, a lingwiści sprawdzają i ewentualnie je poprawiają. W praktyce budowa banku drzew jest zadaniem bardzo pracochłonnym i może zająć wiele lat.
Bank drzew jest językowym zasobem, który dostarcza przypisów do języka naturalnego na różnych poziomach strukturalnych: na poziomie słowa, frazy, zdania, a czasami także na poziomie struktury funkcja-argument.

## Zastosowania banków drzew
Banki drzew mogą służyć między innymi do analizy zjawisk syntaktycznych i do testowania parserów. Na jego podstawie można analizować częstość występowania różnych form gramatycznych, a także odkrywać nowe.
Można wymienić kilka różnych podejść do zastosowań banków drzew:
- źródła danych dla narzędzi automatycznego przetwarzania języków naturalnych
- źródła danych dla porównywania parserów
- źródła danych do syntaktycznej analizy złożonego tekstu
- dowód poprawności twierdzeń[1]

Mimo że twórcy większości banków drzew deklarują, że ich banki drzew będą używane do prawie wszystkich wymienionych wyżej celów, głęboka analiza pokazuje, że jest to wyjątkowo trudne, jeśli nie niemożliwe.

## Polski Bank Drzew
Obecnie polski bank drzew jest w trakcie tworzenia. Jego tworzeniem zajmuje się Instytut Podstaw Informatyki PAN. Zakończenie projektu planowane jest na 2011 rok.